# KVV Thes Sport
Koninklijke Voetbalvereniging Tessenderlo Hulst Engsbergen Schoot Sport Tessenderlo, más conocido como Thes Sport, es un equipo de fútbol de la ciudad de Tessenderlo en la provincia de Limburgo. El club juega en la División Nacional 1 y tiene los colores azul y amarillo. Su estadio es el Gemeentelijk Sportpark y tiene capacidad para 3,000 espectadores.

## Historia
Se funda como Heidebloem Voetbalvereeniging Hulst el 14 de junio de 1942, uniéndose a la Real Asociación Belga de Fútbol unos meses después y recibiendo la matrícula nº 3671. Los primeros vestuarios fueron construidos en 1943 junto al campo de juego en Hulst, un núcleo de población cercano al municipio de Tessenderlo. En 1970 se construye un nuevo centro deportivo. Durante esa etapa el club estaba en los niveles más modestos del fútbol belga, normalmente en la tercera y cuarta división provincial de Limburgo, lo que equivalía a la séptima y octava categoría del país.
En 1992 recibe la orden Real por sus bodas de oro, cambiando el nombre a Koninklijke Heidebloem Voetbalvereeniging Hulst. Dos años después lograron por vez primera ascender a la Segunda Provincial, el sexto nivel del fútbol belga y casi asciende de nuevo en las siguientes temporadas, perdiendo en los play-offs dos veces. Desciende en 1998 y empiezan a negociar una fusión con dos clubes vecinos de Tessenderlo: VK Peñarol Engsbergen de la villa de Engsbergen y Schoot Sport de la villa de Schoot. En vísperas de la fusión, el club cambia la denominación a KVV Thes Sport Tessenderlo en 1999, con el acrónimo Thes significando Tessenderlo, Hulst, Engsbergen and Schoot. Finalmente no se alcanza un acuerdo entre las partes y siguen jugando por separado durante la temporada 1999–00. Schoot Sport no quiso unirse y finalmente desapareció en 2002. Peñarol Engsbergen se unió con Thes Sport en categorías juveniles, pero siguió siendo un club independiente.
En 2001 se traslada desde sus instalaciones en la comuna de Hulst al Gemeentelijk Sportpark, más próximo al centro urbano de Tessenderlo. Las instalaciones estaban disponibles debido a que el Looi Sport, que era su propietario, había desaparecido en 1997. Mientras tanto, Thes Sport empezó su escalada en la pirámide del fútbol belga, subiendo a la Primera Provincial en 2003 hasta las divisiones nacionales en 2005, antes de descender en 2009.
Asciende en 2015 a la Cuarta División, el nivel más bajo de las divisiones nacionales. También se completa la fusión con el VK Peñarol Engsbergen. Ganando en 2017–18 la Segunda División Aficionada, el club asciende por primera vez al tercer nivel del fútbol belga, la División Nacional 1.

## Temporada a temporada
| Temporada | Nivel | Nivel | Nivel | Nivel | Nivel | Nivel | Nivel | Nivel | Nivel | Denominación                                          | Puntos                                                | Observaciones                                         |
|           | I     | I     | II    | III   | IV    | P.I   | P.II  | P.III | P.IV  |                                                       |                                                       |                                                       |
| --------- | ----- | ----- | ----- | ----- | ----- | ----- | ----- | ----- | ----- | ----------------------------------------------------- | ----------------------------------------------------- | ----------------------------------------------------- |
| 2004/05   |       |       |       |       |       | 1     |       |       |       | Primera prov. Limburg                                 | 72                                                    | Campeón                                               |
| 2005/06   |       |       |       |       | 8     |       |       |       |       | Cuarta Div. C                                         | 42                                                    |                                                       |
| 2006/07   |       |       |       |       | 10    |       |       |       |       | Cuarta Div. C                                         | 40                                                    |                                                       |
| 2007/08   |       |       |       |       | 9     |       |       |       |       | Cuarta Div. C                                         | 39                                                    |                                                       |
| 2008/09   |       |       |       |       | 15    |       |       |       |       | Cuarta Div. C                                         | 23                                                    |                                                       |
| 2009/10   |       |       |       |       |       | 6     |       |       |       | Primera prov. Limburg                                 | 49                                                    |                                                       |
| 2010/11   |       |       |       |       |       | 12    |       |       |       | Primera prov. Limburg                                 | 33                                                    |                                                       |
| 2011/12   |       |       |       |       |       | 10    |       |       |       | Primera prov. Limburg                                 | 41                                                    |                                                       |
| 2012/13   |       |       |       |       |       | 8     |       |       |       | Primera prov. Limburg                                 | 43                                                    |                                                       |
| 2013/14   |       |       |       |       |       | 6     |       |       |       | Primera prov. Limburg                                 | 49                                                    |                                                       |
| 2014/15   |       |       |       |       |       | 1     |       |       |       | Primera prov. Limburg                                 | 66                                                    |                                                       |
| 2015/16   |       |       |       |       | 3     |       |       |       |       | Cuarta Div. C                                         | 51                                                    |                                                       |
|           | 1A    | 1B    | 1Am   | 2Am   | 3Am   | P.I   | P.II  | P.III | P.IV  | Desde 2016-17 hay 3 niveles nacionales y 2 regionales | Desde 2016-17 hay 3 niveles nacionales y 2 regionales | Desde 2016-17 hay 3 niveles nacionales y 2 regionales |
| 2016/17   |       |       |       | 2     |       |       |       |       |       | Segunda Div. Aficionada                               | 66                                                    |                                                       |
| 2017/18   |       |       |       | 1     |       |       |       |       |       | Segunda Div. Aficionada                               | 65                                                    | Campeón                                               |
| 2018/19   |       |       | 2     |       |       |       |       |       |       | Primera Div. Aficionada                               | 36 (62)                                               | 1º en temporada regular                               |
| 2019/20   |       |       | 2     |       |       |       |       |       |       | Primera Div. Aficionada                               | 42                                                    |                                                       |
| 2020/21   |       |       |       |       |       |       |       |       |       | División Nacional 1                                   |                                                       | competición suspendida tras 4 jornadas por Covid-19   |
| 2021/22   |       |       | 10    |       |       |       |       |       |       | División Nacional 1                                   | 39                                                    |                                                       |
| 2022/23   |       |       | 10    |       |       |       |       |       |       | División Nacional 1                                   | 53                                                    |                                                       |
| 2023/24   |       |       | 5     |       |       |       |       |       |       | División Nacional 1                                   | 51                                                    |                                                       |